# Aléxandros Tzorvas
Aléxandros Tzorvas (grec:Αλέξανδρος Τζόρβας) (Atenes, 12 d'agost de 1982), és un futbolista grec. Juga de porter i actualment es troba sense equip.

## Biografia
Tzorvas va començar la seua carrera futbolística a les categories inferiors del Panathinaikos FC. El primer equip en aquell moment tenia com a porters a Konstandinos Khalkiàs i Andonis Nikopolidis, que eren més experimentats que ell. Per això el club va decidir cedir-lo.
Tzorvas va jugar en qualitat de cedit a diversos equips de divisions inferiors: Hàgios Nikolaos, Markopoulo Mesogaias FC i Thrasyvoulos FC.
El 2005 torna al Panathinaikos, aquesta vegada al primer equip. Hi va ser dues temporades, però com a porter suplent; només disputa un partit de lliga en aquesta època. El 2007 fitxa pel OFI Creta, on disputa partits amb regularitat, i l'any següent tornà al Panathinaikos.

## Internacional
El 21 de març del 2008, el seleccionador nacional, Otto Rehhagel, va convocar Tzorvas per a un partit amistós contra Portugal que es jugaria cinc dies després, encara que finalment no li va donar l'oportunitat de debutar amb la samarreta nacional.
Va ser convocat per a participar en l'Eurocopa d'Àustria i Suïssa del 2008. No va arribar a debutar en aquesta competició i es va haver de conformar a ser el tercer porter de la selecció, per darrere d'Andonis Nikopolidis i Konstandinos Khalkiàs.
Va debutar finalment com a porter en un partit amistós amb Itàlia en novembre del 2008, i el seu primer partit no amistós, llevat dels classificatoris per al mundial, va ser contra Corea del Sud; el primer partit de la selecció grega en el Mundial de Sud-àfrica de 2010.

## Clubs
| Club                    | País   | Any       |
| ----------------------- | ------ | --------- |
| Hàgios Nikolaos FC      | Grècia | 2001-2003 |
| Markopoulo Mesogaias FC | Grècia | 2003-2004 |
| Thrasyvoulos FC         | Grècia | 2004-2005 |
| Panathinaikos FC        | Grècia | 2005-2007 |
| OFI Creta               | Grècia | 2007-2008 |
| Panathinaikos FC        | Grècia | 2008-     |